# Biała Piska (gmina)
Pour l’article homonyme, voir Biała Piska.
Biała Piska est une gmina mixte du powiat de Pisz, Varmie-Mazurie, dans le nord de la Pologne. Son siège est la ville de Biała Piska, qui se situe environ 18 km à l'est de Pisz et 105 km à l'est de la capitale régionale Olsztyn.
La gmina couvre une superficie de 420,14 km2 pour une population de 12 135 habitants.

## Géographie
Outre la ville de Biała Piska, la gmina inclut les villages de Bełcząc, Bemowo Piskie, Cibory, Cwaliny, Dąbrówka Drygalska, Danowo, Długi Kąt, Dmusy, Drygały, Giętkie, Grodzisko, Gruzy, Guzki, Iłki, Jakuby, Kaliszki, Klarewo, Kolonia Kawałek, Kolonia Konopki, Komorowo, Konopki, Kowalewo, Kózki, Kożuchowski Młyn, Kożuchy, Kożuchy Małe, Kruszewo, Kumielsk, Lipińskie, Lisy, Łodygowo, Mikuty, Monety, Myśliki, Myszki, Nitki, Nowe Drygały, Oblewo, Orłowo, Pawłocin, Pogorzel Mała, Pogorzel Wielka, Radysy, Rakowo Małe, Rogale Wielkie, Rolki, Ruda, Skarżyn, Sokoły, Sokoły Jeziorne, Sulimy, Świdry, Świdry Kościelne, Szkody, Szkody-Kolonia, Szymki, Włosty, Wojny, Zabielne, Zalesie, Zaskwierki et Zatorze-Kolonia.
La gmina borde les gminy de Ełk, Grabowo, Kolno, Orzysz, Pisz, Prostki et Szczuczyn.